# Miki Matsubara
Miki Matsubara (松原 みき, Matsubara Miki en la onomástica japonesa) (Kishiwada, 28 de noviembre de 1959-Sakai, 7 de octubre de 2004) fue una cantante, compositora y letrista japonesa reconocida en el ámbito del city pop, originaria de la prefectura de Osaka y ampliamente reconocida por su canción debut «Mayonaka no Door ~Stay with Me», de 1979.

## Primeros años
Nacida en una familia de cuatro, su madre formaba parte de la banda de jazz Crazy Cats y la influyó fuertemente en su carrera musical, haciéndole tomar lecciones de piano desde los 3 años, rodeándose constantemente de un ambiente en donde la música fue parte esencial de su vida. Así mismo durante su adolescencia se une a varias bandas de rock locales, explorando este género a profundidad y formando parte de las bandas "Kurei" y "Yoshinoya Band" y al iniciar su carrera universitaria colaboró con otros artistas como Tatsurō Yamashita con las bandas "Coconut", "Gurei", "Sugar Babe" y otras más, iniciando de lleno su carrera artística con presentaciones en vivo en algunos bares en vivo de Tokio, especialmente por Roppongi, donde sería descubierta por el pianista Sera Yuzuru.

## Carrera artística
Sin embargo el inicio de su carrera artística fue en 1979 con su sencillo Mayonaka no door/Stay with me el cual se colaría en la lista Oricon en el puesto 28 e iniciando un fulgurante éxito, sumado a la grabación de un videoclip del mismo sencillo en 1980 a cargo de Hitachi y PONYCANYON la cual tendría un notorio éxito. Después de este sencillo, Matsubara compondría varios sencillos de los cuales varios serían éxitos en ventas solamente en Japón. Sumado a esto, comienza en paralelo su carrera de compositora y letrista colaborando en la composición de bandas sonoras, openings y endings de series de anime durante gran parte de los años 1980 y principios de 1990. Su éxito musical fue tan notorio que produjo 11 discos, varios sencillos, colaboró en diferentes composiciones musicales de series de anime como Dirty Pair y Mobile Suit Gundam, además de colaboraciones con diversos artistas, covers de canciones occidentales y otros encargos.
Ya entrados en los años 1990, sumado a la decadencia del City Pop, decide dedicarse a tiempo completo como letrista y compositora para diferentes Idols, casándose luego con el baterista de su banda, Masaki Honjo, y retirándose de la esfera pública al final de la década del 1990 y comienzos del 2000.

## Últimos años y fallecimiento
Ya al final de la década de 1990 entra en un silencio total, lo cual deja algunas dudas a muchos de sus fans. Durante ese tiempo se supo que Matsubara buscaba un relanzamiento de su carrera musical, cosa que se vio interrumpida de manera definitiva con la detección de un cáncer uterino avanzado, el cual, de acuerdo a los médicos, solo le dejaba 3 meses de vida. Intentó tratarse el Cáncer uterino en secreto sin ningún tipo de éxito, por lo que al final cesó toda comunicación con medios, prensa y sus fans, entrando en un absoluto silencio mediático. Un año antes de su muerte, en 2003, quemó gran parte de sus composiciones y letras sabiendo que no podría regresar a su carrera musical como lo deseaba.
Sus últimos meses los pasó acompañada de sus padres, su hermana y su esposo. Se dice que durante sus últimos días de vida tarareaba algunas de sus canciones demostrando que aún tenía vivo su amor por la música. Finalmente Miki Matsubara murió el 7 de octubre de 2004; sin embargo, el anuncio oficial de su fallecimiento sería 3 meses más tarde, en enero de 2005.
A pesar de su muerte, su legado musical tuvo una notoria resurrección junto con diferentes artistas del City Pop como Tatsuro Yamashita, Mariya Takeuchi, Taeko Ohnuki, y otros autores y compositores del city pop gracias a Youtube y su algoritmo. Su vida, su meteórica carrera, su carisma y añadido a ello las circunstancias trágicas de su fallecimiento por cáncer la han elevado a la categoría de un mito musical en la cultura pop japonesa posterior a los últimos años de la era Showa. Sumado a ello, diferentes artistas harían covers de su canción, además de viralizarse en diferentes plataformas de redes sociales, las cuales han ayudado con un redescubrimiento de su discografía y su carisma.

## Discografía
- Stay With Me (1979)
- Pocket Park (1980)
- Who are you? (1980)
- ―Cupid― (1981)
- Myself (1982)
- 彩 (1982)
- Revue (1983)
- Cool Cut (1984)
- Lady Bounce (1985)
- WiNK (1988)